# Vukomeričke Gorice
Vukomeričke Gorice är kullar i Kroatien.   De ligger i länet Moslavina, i den centrala delen av landet, 29 km söder om huvudstaden Zagreb.